# Pericambala aramula
Pericambala aramulus är en mångfoting som beskrevs 1981 av Zhang och Li. Arten ingår i släktet Pericambala och familjen Pericambalidae. P. aramulus förekommer i Kina.